# Overkill (음반)
| 전문가 평가                   | 전문가 평가 |
| 평가 점수                     | 평가 점수   |
| 출처                          | 점수        |
| ----------------------------- | ----------- |
| AllMusic                      | [ 2 ]       |
| The Rolling Stone Album Guide | [ 3 ]       |
| Blender                       | [ 4 ]       |
| Classic Rock                  | [ 5 ]       |
| Sputnikmusic                  | 5/5         |
| Encyclopedia of Popular Music | [ 7 ]       |
| Spin Alternative Record Guide | 7/10        |

《Overkill》은 1979년 3월 24일에 발매된 영국의 헤비 메탈 밴드 모터헤드의 두 번째 스튜디오 음반이다. 이 음반은 브론즈 레코드가 수록된 이 밴드의 첫 번째 음반이었다. 《케랑!》 잡지는 이 음반을 "역사상 가장 위대한 헤비 메탈 음반 100장" 중 46위에 올려놓았다.

## 커버 아트
커버 아티스트인 조 페타그노는 음반의 커버에 대해 이렇게 말하고 있었는데, 그는 밴드가 그를 찾을 수 없었기 때문에 서둘러서 들어갔다고 느꼈다.
"..일주일 반 정도 시간이 있었거든요... 하지만 저에겐 항상 실망스러웠어요, 개인적으로. 다층적으로 했어야 했어요. 그것은 더 많은 것들이 있고, 더 많은 조각들이 있을 것이라는 느낌이 들도록 되어 있었습니다. 어떻게 보면, 저는 《Inferno》 같은 것을 했습니다. 새로운 삼위일체에 대한 복수를 했죠. 어떤 면에서는요.."

## 발매
이 세션의 첫 번째 발매는 〈Too Late, Too Late〉 7인치과 12인치 프레싱으로 뒷받침된 타이틀 트랙의 싱글 발매였다. 1979년 6월, 〈No Class〉는 후속곡으로 음반에서 해제되었으며, 이전에 발표되지 않았던 곡 〈Like a Nightmare〉로 뒷받침되었다. 치즈윅 레코드의 음반 《Motörhead》는 성급한 사건이었지만 (일부 팬들이 호소하는 부트 이하의 특징을 가지고 있음에도 불구하고) 《Overkill》은 더 많은 봄과 반동을 가지고 있었고, 앞으로 몇 년 동안 인기가 될 우레와 같은 타이틀 트랙을 가지고 있었다. 이 음반은 블랙 바이닐로 처음 발매된 지 3주 만에 그린 바이닐로 1만5000장의 한정판으로 발매됐다. 판매량을 늘리기 위해 이 싱글은 레미, 클라크, 테일러 등 3개의 커버로 발매되었다. 이 음반은 캐슬 커뮤니케이션스에 의해 1988년에 카세트, CD와 바이닐로 재발매되었고, 1980년에 《Another Perfect Day》와 함께 음반의 카세트를 《Bomber》와 함께 발매되었다.

## 곡 목록
모든 곡들은 특별한 언급이 없는 한 레미 킬미스터, 에디 클라크 그리고 필 테일러에 의해 작사/작곡하였다.
| #  | 제목                         | 재생 시간 |
| -- | ---------------------------- | --------- |
| 1. | 〈Overkill〉                 | 5:12      |
| 2. | 〈Stay Clean〉               | 2:40      |
| 3. | 〈(I Won't) Pay Your Price〉 | 2:56      |
| 4. | 〈I'll Be Your Sister〉      | 2:51      |
| 5. | 〈Capricorn〉                | 4:06      |

| #   | 제목               | 작사·작곡                         | 재생 시간 |
| --- | ------------------ | --------------------------------- | --------- |
| 6.  | 〈No Class〉       |                                   | 2:39      |
| 7.  | 〈Damage Case〉    | 킬미스터, 클라크, 테일러, 믹 파렌 | 2:59      |
| 8.  | 〈Tear Ya Down〉   |                                   | 2:39      |
| 9.  | 〈Metropolis〉     |                                   | 3:34      |
| 10. | 〈Limb From Limb〉 |                                   | 4:54      |

## 인증
| 국가                       | 인증 | 판매량/출하량 |
| -------------------------- | ---- | ------------- |
| 영국 (BPI)                 | 실버 | 60,000^       |
| ^출하량을 기반으로 한 인증 |      |               |